# Аокі Мікіо
Мікіо Аокі (яп. 青木 幹 雄; 8 червня 1934, Ідзумо, Сімане — 11 червня 2023) — японський політик, генеральний секретар кабінету міністрів в уряді Йосіро Морі, також обіймав посаду генерального секретаря ЛДП в палаті радників парламенту.
Навчався в університеті Васеда, але не закінчив його. Тимчасово виконував обов'язки прем'єр-міністра Японії після того, як 2000 року Кейдзо Обуті переніс інсульт і невдовзі помер.